# Спомен-биста Влади Илићу
Спомен-биста Влади Илићу је споменик у Београду. Налази се у Београдском зоолошком врту у општини Стари град.

## Опште карактеристике
Споменик је постављен 12. јула 2009. године, а дело је српског вајара Миланка Мандића. Посвећен је Влади Илићу (Власотинце, 6/19. септембар 1882 — Београд, 3. јул 1952) српском индустријалцу, председнику београдске Индустријске коморе и Централне индустријске корпорације Југославије, градоначелнику Београда од 10. јануара 1935. до 13. септембра 1939. године. Илић је створио је пословну империју, која је имала у свом поседу 17 фабрика  већином из текстилне бранше (штофаре), Електрично предузеће Србија и бројне некретнине, а основао је Београдски зоолошки врт 1936. године.